# داون هارپر
 داون هارپر (انگلیسی: Dawn Harper؛ زاده ۱۳ مهٔ ۱۹۸۴) یک ورزشکار اهل ایالات متحده آمریکا است.